# Municipio de Smith (condado de Belmont)
El municipio de Smith (en inglés: Smith Township) es un municipio ubicado en el condado de Belmont en el estado estadounidense de Ohio. En el año 2010 tenía una población de 1543 habitantes y una densidad poblacional de 16,45 personas por km².

## Geografía
El municipio de Smith se encuentra ubicado en las coordenadas 39°59′6″N 80°57′35″O / 39.98500, -80.95972. Según la Oficina del Censo de los Estados Unidos, el municipio tiene una superficie total de 93.79 km², de la cual 93,39 km² corresponden a tierra firme y (0,43 %) 0,4 km² es agua.

## Demografía
Según el censo de 2010, había 1543 personas residiendo en el municipio de Smith. La densidad de población era de 16,45 hab./km². De los 1543 habitantes, el municipio de Smith estaba compuesto por el 97,21 % blancos, el 0,19 % eran afroamericanos, el 0,32 % eran amerindios, el 0,06 % eran asiáticos, el 0,06 % eran de otras razas y el 2,14 % eran de una mezcla de razas. Del total de la población el 0,58 % eran hispanos o latinos de cualquier raza.